# Павлов, Николай Александрович (партийный деятель)
Николай Александрович Павлов (10 декабря 1929, хутор Нифонтов Морозовского района, теперь Ростовской области, Российская Федерация) — советский партийный деятель, 1-й секретарь Херсонского горкома КПУ Херсонской области. Член Ревизионной Комиссии КПУ в 1981 — 1986 г.

## Биография
Родился в крестьянской семье. В 1943 — 1946 г. — шахтер в городе Шахты Ростовской области РСФСР. В 1946 — 1949 г. — столяр Жирновского рудоуправления Ростовской области РСФСР.
В 1949 — 1952 г. — служба в Советской армии. Служил командиром радиоотделения. Член КПСС.
В 1952 — 1955 г. — столяр Херсонского судостроительного ремонтного завода. В 1955 — 1957 г. — инструктор, заведующий отделом Херсонского городского комитета ЛКСМУ. В 1957 — 1962 г. — столяр, диспетчер, прораб, мастер цеха Херсонского судостроительного ремонтного завода.
В 1962 — 1964 г. — студент Одесского института инженеров морского флота, который окончил в 1964 году и получил специальность «судостроитель».
В 1964 — 1972 г. — мастер, заместитель начальника цеха, начальник цеха, заместитель секретаря партийного комитета, секретарь партийного комитета КПУ Херсонского судостроительного завода.
В 1972 — 1978 г. — заведующий промышленно-транспортного отдела Херсонского областного комитета КПУ.
В 1978 — 1987 г. — 1-й секретарь Херсонского городского комитета КПУ.
В 1987 — 1991 г. — председатель Херсонского областного Комитета народного контроля. Четыре раза избирался депутатом Херсонского областного совета (в 1980 — 1992 годах).
С 1991 года — пенсионер. В 1992 — 1994 г. — директор филиала «Укримпекс» внешнеторгового объединения при Кабинете Министров Украины.
В 1994 — 2000 г. — заведующий постановочной частью, заместитель директора, директор Херсонского театра кукол.
Потом — на пенсии в городе Херсоне.

## Награды
- три ордена Трудового Красного Знамени (1976, 1981, 1986)
- четыре медали